# Черва (Катанцаро)
Черва (итал. Cerva) је насеље у Италији у округу Катанцаро, региону Калабрија.
Према процени из 2011. у насељу је живело 1258 становника. Насеље се налази на надморској висини од 842 м.

## Становништво
Према резултатима пописа становништва 2011. у општини је живело 1.269 становника.
| 1931. | 1936. | 1951. | 1961. | 1971. | 1981. | 1991. | 2001. | 2011. |
| ----- | ----- | ----- | ----- | ----- | ----- | ----- | ----- | ----- |
| 1.284 | 1.303 | 1.645 | 1.558 | 1.306 | 1.373 | 1.408 | 1.342 | 1.269 |